# Jakub Klepiš
Jakub Klepiš (* 5. června 1984 Praha) je český hokejový útočník. S hokejem začínal v HC Sparta Praha, ale již v mládeži přešel do HC Slavia Praha, kde později získal dva Extraligové tituly (2003, 2008). Mimo jiné vstřelil úvodní gól ve finále MS 2010 proti Rusku (v čase 00:20). Aktuálně je útočníkem v klubu HC Škoda Plzeň.

## Ocenění a úspěchy
- 2002 CHL – Top Prospects Game
- 2004 ČHL – Nejproduktivnější junior
- 2006 AHL – Vítězný gól
- 2008 ČHL – Nejlepší střelec v playoff
- 2008 ČHL – Nejproduktivnější hráč v playoff
- 2009 KHL – All-Star Game
- 2012 KHL – Vítězný gol k zisku Gagarinův pohár
- 2014 KHL – All-Star Game

## Prvenství

### NHL
- Debut – 4. listopadu 2005 (Washington Capitals proti Atlanta Thrashers)
- První gól – 4. listopadu 2005 (Washington Capitals proti Atlanta Thrashers, americkému brankáři Miku Dunhamovi)
- První asistence – 6. listopadu 2005 (Washington Capitals proti Toronto Maple Leafs)

### KHL
- Debut – 3. září 2008 (Ak Bars Kazaň proti Avangard Omsk)
- První asistence – 10. září 2008 (Avangard Omsk proti Metallurg Magnitogorsk)
- První gól – 19. září 2008 (Avangard Omsk proti HK Lada Toljatti, ruskému brankáři Vasiliju Košečkinovi)

## Klubová statistika
| Sezóna      | Klub                 | Soutěž      |     | Základní část | Základní část | Základní část | Základní část | Základní část |    | Play off | Play off | Play off | Play off | Play off |
| Sezóna      | Klub                 | Soutěž      | Z   | G             | A             | B             | TM            | Z             | G  | A        | B        | TM       |          |          |
| 2001–02     | Portland Winterhawks | WHL         | 70  | 14            | 50            | 64            | 111           | 7             | 0  | 3        | 3        | 22       |          |          |
| 2002–03     | HC Slavia Praha      | ČHL         | 38  | 2             | 6             | 8             | 22            | 4             | 0  | 0        | 0        | 6        |          |          |
| 2003–04     | HC Slavia Praha      | ČHL         | 44  | 4             | 9             | 13            | 43            | 17            | 5  | 3        | 8        | 10       |          |          |
| 2004–05     | Portland Pirates     | AHL         | 78  | 13            | 14            | 27            | 76            | —             | —  | —        | —        | —        |          |          |
| 2005–06     | Hershey Bears        | AHL         | 24  | 3             | 8             | 11            | 28            | 15            | 2  | 6        | 8        | 4        |          |          |
| 2005–06     | Washington Capitals  | NHL         | 25  | 1             | 3             | 4             | 8             | —             | —  | —        | —        | —        |          |          |
| 2006–07     | Hershey Bears        | AHL         | 31  | 6             | 26            | 32            | 24            | —             | —  | —        | —        | —        |          |          |
| 2006–07     | Washington Capitals  | NHL         | 41  | 3             | 7             | 10            | 28            | —             | —  | —        | —        | —        |          |          |
| 2007–08     | Hershey Bears        | AHL         | 19  | 5             | 6             | 11            | 9             | —             | —  | —        | —        | —        |          |          |
| 2007–08     | HC Slavia Praha      | ČHL         | 24  | 5             | 7             | 12            | 22            | —             | —  | —        | —        | —        |          |          |
| 2008–09     | Avangard Omsk        | KHL         | 55  | 14            | 17            | 31            | 51            | 9             | 1  | 4        | 5        | 0        |          |          |
| 2009–10     | Avangard Omsk        | KHL         | 56  | 10            | 12            | 22            | 50            | 3             | 0  | 2        | 2        | 2        |          |          |
| 2010–11     | Salavat Julajev Ufa  | KHL         | 49  | 14            | 12            | 26            | 16            | 16            | 1  | 4        | 5        | 4        |          |          |
| 2011–12     | Salavat Julaev Ufa   | KHL         | 15  | 3             | 2             | 5             | 8             | —             | —  | —        | —        | —        |          |          |
| 2011–12     | OHK Dynamo Moskva    | KHL         | 29  | 4             | 5             | 9             | 14            | 14            | 5  | 1        | 6        | 6        |          |          |
| 2012–13     | HC Lev Praha         | KHL         | 45  | 20            | 18            | 38            | 24            | 4             | 0  | 0        | 0        | 0        |          |          |
| 2013–14     | HC Lev Praha         | KHL         | 38  | 8             | 9             | 17            | 22            | 4             | 1  | 0        | 1        | 4        |          |          |
| 2014–15     | Färjestad BK         | SEL         | 21  | 6             | 5             | 11            | 18            | 6             | 1  | 0        | 1        | 4        |          |          |
| 2014–15     | HC Oceláři Třinec    | ČHL         | 17  | 7             | 14            | 21            | 22            | 18            | 4  | 5        | 9        | 4        |          |          |
| 2015–16     | HC Oceláři Třinec    | ČHL         | 23  | 1             | 11            | 12            | 12            | —             | —  | —        | —        | —        |          |          |
| 2015–16     | BK Mladá Boleslav    | ČHL         | 23  | 5             | 12            | 17            | 20            | 10            | 4  | 0        | 4        | 22       |          |          |
| 2016–17     | BK Mladá Boleslav    | ČHL         | 47  | 7             | 16            | 23            | 34            | 5             | 1  | 3        | 4        | 16       |          |          |
| 2017–18     | BK Mladá Boleslav    | ČHL         | 47  | 13            | 19            | 32            | 26            | 5             | 3  | 2        | 5        | 34       |          |          |
| 2018–19     | BK Mladá Boleslav    | ČHL         | 38  | 11            | 21            | 32            | 26            | 10            | 2  | 2        | 4        | 8        |          |          |
| 2019–20     | BK Mladá Boleslav    | ČHL         | 46  | 7             | 23            | 30            | 26            | —             | —  | —        | —        | —        |          |          |
| 2020–21     | HC Kometa Brno       | ČHL         | 48  | 10            | 20            | 30            | 22            | 9             | 2  | 1        | 3        | 2        |          |          |
| 2021–22     | Bílí Tygři Liberec   | ČHL         | 40  | 8             | 12            | 20            | 20            | 10            | 3  | 6        | 9        | 8        |          |          |
| 2022–23     | Rytíři Kladno        | ČHL         | 34  | 9             | 11            | 20            | 18            | —             | —  | —        | —        | —        |          |          |
| 2022–23     | Rytíři Kladno        | ČHL/baráž   | 4   | 0             | 4             | 4             | 0             | —             | —  | —        | —        | —        |          |          |
| 2023–24     | Rytíři Kladno        | ČHL         | 49  | 7             | 33            | 40            | 31            | —             | —  | —        | —        | —        |          |          |
| KHL celkově | KHL celkově          | KHL celkově | 287 | 73            | 75            | 148           | 185           | 50            | 8  | 11       | 19       | 16       |          |          |
| ČHL celkově | ČHL celkově          | ČHL celkově | 518 | 96            | 214           | 310           | 344           | 107           | 34 | 29       | 63       | 134      |          |          |

## Reprezentace
| Rok                    | Tým                    | Soutěž                 | Z  | G | A  | B  | TM |
| ---------------------- | ---------------------- | ---------------------- | -- | - | -- | -- | -- |
| 2002                   | Česko 18               | MS-18                  | 8  | 1 | 8  | 9  | 8  |
| 2003                   | Česko 20               | MSJ                    | 6  | 0 | 4  | 4  | 4  |
| 2004                   | Česko 20               | MSJ                    | 7  | 2 | 2  | 4  | 4  |
| 2008                   | Česko                  | MS                     | 4  | 0 | 1  | 1  | 0  |
| 2009                   | Česko                  | MS                     | 7  | 1 | 4  | 5  | 6  |
| 2010                   | Česko                  | MS                     | 9  | 3 | 4  | 7  | 8  |
| 2014                   | Česko                  | MS                     | 10 | 2 | 2  | 4  | 2  |
| 2015                   | Česko                  | MS                     | 5  | 0 | 2  | 2  | 2  |
| Juniorská reprezentace | Juniorská reprezentace | Juniorská reprezentace | 21 | 3 | 14 | 17 | 16 |
| Seniorská reprezentace | Seniorská reprezentace | Seniorská reprezentace | 35 | 6 | 13 | 19 | 18 |